# 洞南町
洞南町（くきなみまち）は福岡県北九州市八幡西区の町。難読地名である。住居表示実施済み。郵便番号は807-0812。

## 地理
八幡西区の北部に位置し、北に洞北町、東に大字熊手、南から西に夕原町と接する。

### 河川
- 二級河川 割子川

### 海洋
- 洞海湾

## 地域の特徴
洞海湾の埋め立て地である。町内全域が工業用地であり、居住者はいない。

## 歴史
昭和20年に北部14,867坪(約49,000平方メートル)，昭和30年に南部62,600坪(約206,580平方メートル)の埋め立てが完了した。
町名は洞海湾がかつて洞の海（くきのうみ）と呼ばれていたことにちなむ。また、この辺りは明治22年から37年まで洞南村（くきなみむら）と呼ばれていたが、その頃はまだ埋め立ては行われておらず、洞南村の一部が洞南町となったわけではない。

### 沿革
- 1945年（昭和20年） - 北部の埋め立てが完了、八幡市洞南町となる[4]。
- 1955年（昭和30年） - 南部の埋め立てが完了[4]。
- 1956年（昭和31年） - 大字熊手地先埋め立て地を編入[4]。
- 1963年（昭和38年）2月1日 - 八幡市、戸畑市、小倉市、若松市、門司市の5市が合併し、北九州市が発足。八幡市洞南町は北九州市八幡区洞南町となる。
- 1963年（昭和38年）4月1日 - 北九州市が政令指定都市に指定され、八幡区、戸畑区、小倉区、若松区、門司区の5区を設置。北九州市八幡区洞南町は北九州市八幡区洞南町となる。
- 1974年（昭和49年）4月1日 - 八幡区が八幡西区と八幡東区に分かれ、北九州市八幡西区洞南町となる[5]。
- 1974年（昭和49年）4月1日 - 洞南町の一部が夕原町に編入。
- 1994年（平成6年）6月1日 - 住居表示実施[6]。

### 町名の変遷
| 実施内容 | 実施年月日              | 実施後 | 実施前       |
| -------- | ----------------------- | ------ | ------------ |
| 町名新設 | 1945年（昭和20年）      | 洞南町 | （埋立地）   |
| 住居表示 | 1994年（平成6年）6月1日 | 洞南町 | 洞南町の全部 |

## 世帯数と人口
2025年（令和7年）3月31日現在（北九州市発表）の世帯数と人口は以下の通りである。
| 町     | 世帯数 | 人口 |
| ------ | ------ | ---- |
| 洞南町 | 世帯   | 人   |

### 人口の変遷
国勢調査による人口の推移。
| 1995年（平成7年）  | - 人 | [ 7 ]  |  |
| 2000年（平成12年） | - 人 | [ 8 ]  |  |
| 2005年（平成17年） | - 人 | [ 9 ]  |  |
| 2010年（平成22年） | - 人 | [ 10 ] |  |
| 2015年（平成27年） | - 人 | [ 11 ] |  |
| 2020年（令和2年）  | - 人 | [ 12 ] |  |

### 世帯数の変遷
国勢調査による世帯数の推移。
| 1995年（平成7年）  | - 世帯 | [ 7 ]  |  |
| 2000年（平成12年） | - 世帯 | [ 8 ]  |  |
| 2005年（平成17年） | - 世帯 | [ 9 ]  |  |
| 2010年（平成22年） | - 世帯 | [ 10 ] |  |
| 2015年（平成27年） | - 世帯 | [ 11 ] |  |
| 2020年（令和2年）  | - 世帯 | [ 12 ] |  |

## 学区
市立小・中学校に通う場合、学区は以下の通りとなる。
| 町     | 街区 | 小学校               | 中学校               |
| ------ | ---- | -------------------- | -------------------- |
| 洞南町 | 全域 | 北九州市立穴生小学校 | 北九州市立折尾中学校 |

## 交通

### 道路
- 県道279号本城熊手線

## 施設
- UBE三菱セメント株式会社 九州工場